# Erzbistum Teheran-Isfahan
Das Erzbistum Teheran-Isfahan (lateinisch Archidioecesis Teheranensis-Hispahanensis Latinorum) mit Sitz in Teheran ist für die Seelsorge an römisch-katholischen Christen im Iran zuständig. Hierbei handelt es sich neben wenigen einheimischen Katholiken des lateinischen Ritus überwiegend um in Iran lebende Ausländer. Die Mehrzahl der iranischen Katholiken gehört der chaldäisch-katholischen Kirche an, daneben gibt es auch ein Bistum der armenischen Katholiken.

## Vorläufer im 14. Jahrhundert
Die römisch-katholische Präsenz im Iran war immer eine Funktion der Beziehungen zwischen dem Papsttum und iranischen Herrschern.
Ein römisch-katholisches Bistum für den heutigen Iran wurde erstmals 1318 in Soltanije begründet, das damals Hauptstadt der Ilchane im Iran war. Nach dem Tode von Abusaid Bahador Khan 1335 brachen die Ilchane die Beziehung zu Rom ab.

## Bistum Isfahan
Eine Neugründung erfolgte 1629 in Isfahan (neuiranisch Esfahan, lateinisch meist Ispahan), der damaligen Hauptstadt der Safawiden und bestand unter der Herrschaft von Safi I., dem Nachfolger von Abbas den Großen.
Die folgenden Besetzungen waren jeweils nur mit längeren Unterbrechungen möglich: von 1693 bis 1708 (Elias Mutton) und von 1716 bis 1731 (Barnabas Fedeli).

### Sitz in Urmia
Eine erneute Ernennung gab es erst wieder 1896 mit dem Lazaristenmissionar François Lesné, der allerdings in Urmia residierte. Auch sein Nachfolger Jacques-Emile Sontag residierte als Erzbischof bis zu seinem Tode 1918 in dieser westiranischen Stadt, die das Zentrum der Assyrer und katholischen Chaldäer im Iran war.

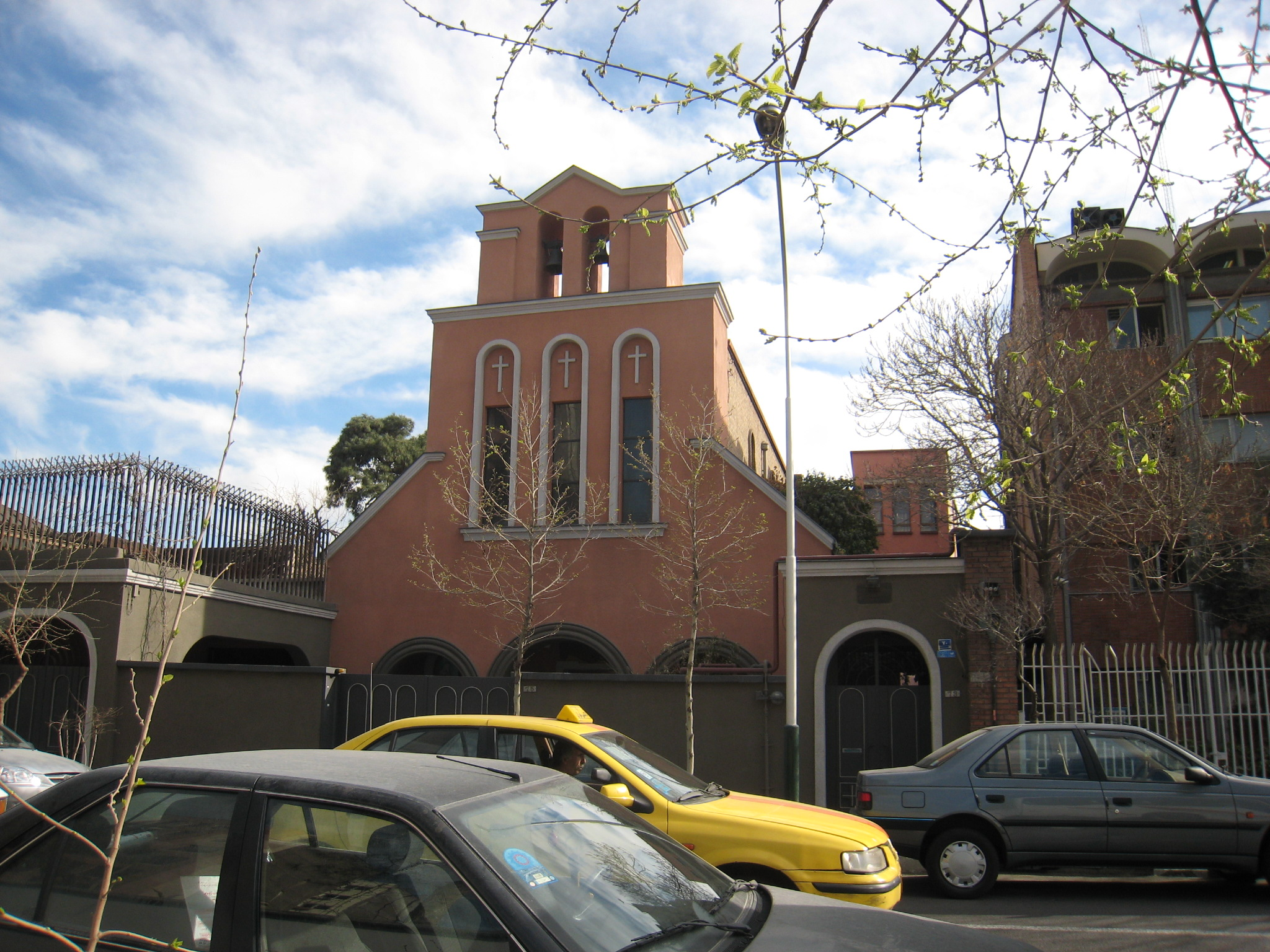
Consolata-Kathedrale des Bistums Teheran-Isfahan in Teheran

### Sitz in Teheran
Als unter Shah Mohammad Reza Pahlavi 1974 eine erneute Ernennung vorgenommen wurde, fiel die Wahl auf den in Teheran wirkenden irischen Dominikaner Kevin William Barden, der weiterhin als Erzbischof in der Hauptstadt residierte. Nachdem er 1980 zu Beginn der iranischen Revolution des Landes verwiesen worden war, dauerte es wieder neun Jahre, bis 1989 Erzbischof Ignazio Bedini ernannt werden konnte.
Die Kathedrale des Erzbistums, die Kathedrale der Consolata, befindet sich in Teheran neben der italienischen Botschaft.
Papst Franziskus hat die Erzdiözese am 8. Januar 2021 von Erzbistum Isfahan in Erzbistum Teheran-Isfahan umbenannt und den belgischen Minoriten Dominique Mathieu OFMConv. zum Erzbischof ernannt.